# Jeulanga Mata Ie
Jeulanga Mata Ie is een bestuurslaag in het regentschap Pidie Jaya van de provincie Atjeh, Indonesië. Jeulanga Mata Ie telt 208 inwoners (volkstelling 2010).